# Fahrerschutzversicherung
Die Fahrerschutzversicherung ist eine freiwillige Versicherung für Personenschäden des Fahrers bei selbstverschuldeten Unfällen. 

## Versichertes Risiko und versicherte Personen
Die Fahrerschutzversicherung deckt damit die Schäden, die weder die gegnerische Kraftfahrzeughaftpflichtversicherung trägt, wenn deren Versicherungsnehmer den Unfall verschuldet hat, noch die Sachschäden, mit denen bei selbstverschuldeten Unfällen die eigenen Sachschäden durch eine Kaskoversicherung versichert werden können. Es handelt sich somit um eine Restschadenversicherung. Üblicherweise werden Versicherungsverträge zur Fahrerschutzversicherung angeboten, die den berechtigten Fahrer des Fahrzeugs versichern. Dabei kann es sich um den Versicherungsnehmer selbst, seinen Ehepartner, seine Kinder oder sonst berechtigte Personen handeln. Manche Versicherer bieten diesen Schutz aber erst für Fahrer mit einem Mindestalter von 23 Jahren an.

## Versicherungsleistungen
Grundsätzlich übernimmt der Versicherer einer Fahrerschutzversicherung die Leistungen zur Deckung des Personenschadens, die eine gegnerische Haftpflichtversicherung übernehmen müsste, deren Versicherungsnehmer den Unfall verursacht hätte. Leistungen anderer gehen allerdings vor. Das heißt zum Beispiel, dass medizinische Behandlungskosten, die von der Krankenkasse bzw. Krankenversicherung übernommen werden, von den Versicherungsleistungen der Fahrerschutzversicherung ausgeschlossen sind. Eine private Unfallversicherung deckt diese Leistungen in der Regel nicht ab. Anders als die Unfallversicherung, die grundsätzlich eine Summenversicherung ist, deckt die Fahrerschutzversicherung nur einen konkret eingetretenen Schaden ab.
Typische Leistungen, die eine Fahrerschutzversicherung auf Grund eines Unfalls übernimmt, sind:
- Schmerzensgeld
- möglicher Verdienstausfall
- unfallbedingte Haushaltshilfe
- behindertengerechte Umbaumaßnahmen der Wohnung
- Rente wegen Todes

Die Versicherungshöhe ist bei den meisten Angeboten der Versicherer auf acht bis 15 Millionen Euro begrenzt. Einige dieser Leistungen können in den Allgemeinen Versicherungsbedingungen in der Leistungshöhe aber erheblich beschränkt sein und auch deutlich unterhalb des konkreten Schadens liegen. In manchen Verträgen wird beispielsweise die Leistung für eine Haushaltshilfe auf maximal 500 Euro im Monat beschränkt.

## Ausschlüsse
Generell ist der vorsätzlich herbeigeführte Schaden vom Versicherungsschutz schon gesetzlich durch das Versicherungsvertragsgesetz ausgeschlossen. Auch Fahrten unter Drogen- oder ordnungswidrigen Alkoholeinfluss führen grundsätzlich zum Versicherungsausschluss. Bei grob fahrlässig herbeigeführten Schäden ist der Versicherer berechtigt, seine Leistungen anteilig zu kürzen.

## Prämienhöhe
Als grobe Faustformel zahlt der Versicherungsnehmer etwa 10 Prozent der Höhe der Kfz-Versicherungsprämie als Gegenleistung an den Versicherer für eine Fahrerschutzversicherung. 